# 木賃宿

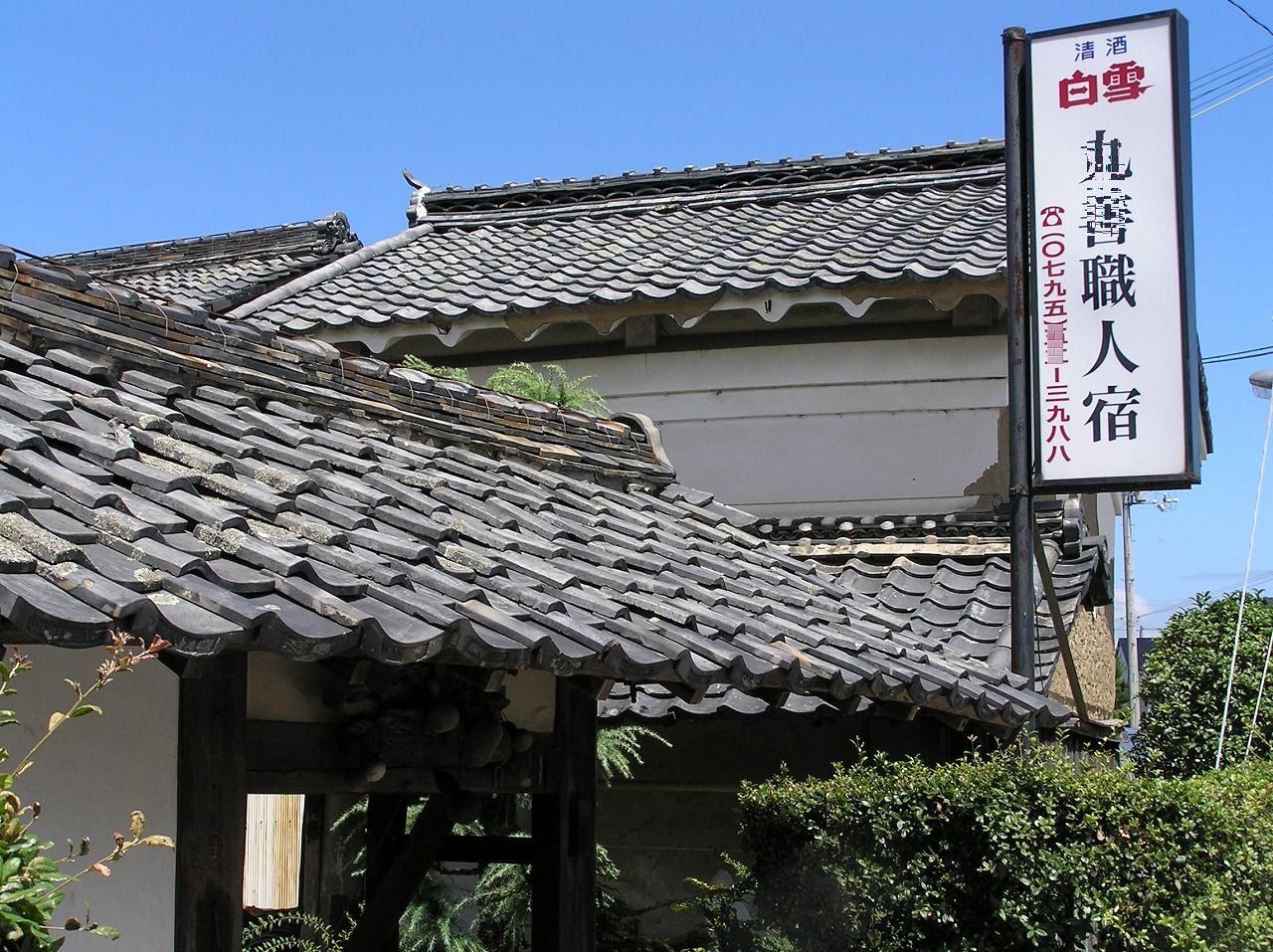
今も地方に残る木賃宿（丹波篠山市、現在は廃業）

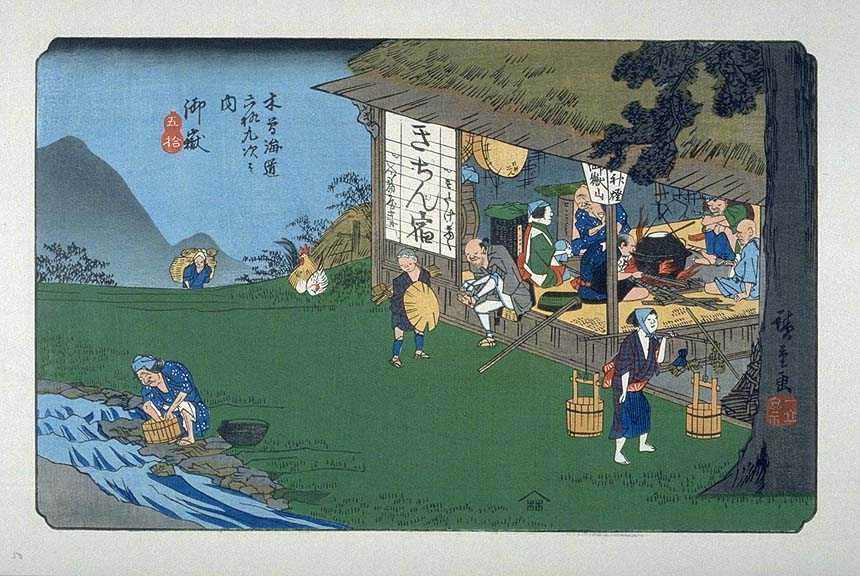
木曽海道六十九次に描かれた木賃宿

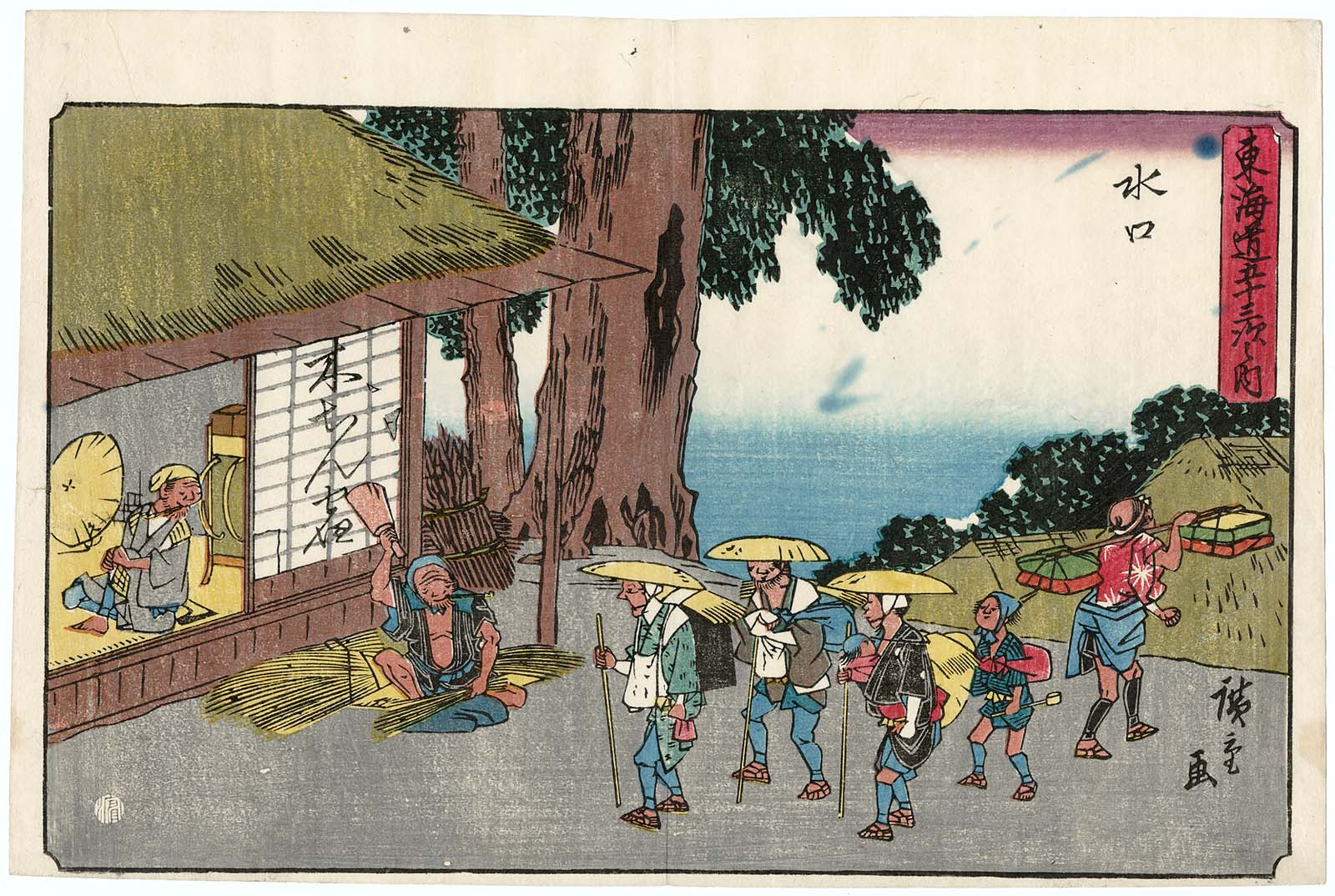
東海道五十三次に描かれた木賃宿

木賃宿（きちんやど）は、日本の宿泊施設の種類の一つ。

## 概要
本来の意味は、江戸時代以前の街道筋で、棒鼻と呼ばれた宿場町の外れに位置し、燃料代程度もしくは相応の宿賃で旅人を宿泊させた最下層の旅籠の意味である。宿泊者は大部屋で、寝具も自己負担が珍しくなく、食事は宿泊客が米など食材を出しあい、薪代相当分を払って料理してもらうのが原則であった。木賃の「木」とはこの「薪」すなわち木の代金の宿と言うことから木賃宿と呼ばれた。木銭宿（きせんやど）ともいう。また、商人宿、職人宿などを含む場合もある。江戸における木賃は、草間八十雄によれば明和年間（1764年 - 1772年）、下谷山崎町（のちの万年町）に仁木某が初めて開業した。宿泊者はみずから飯を炊き、薪代すなわち木賃として鐚3文を支払った。
宿場制度の無くなった明治以後は、単に安価で粗末な宿泊施設や安宿を意味する言葉となった。1887年10月13日の「宿屋営業取締規則」においては、木賃宿を宿泊施設の一形態として、「賄（まかない）ヲ為サス木賃ソノ他ノ諸費ヲ受ケテ人ヲ宿泊セシムルモノ」と定義している｡場所も街道から都市部のいわゆる貧民街に増加し、労働者や無宿人を大部屋に一人畳一枚程度で雑魚寝させる貧民の巣窟となった。明治末期に横山源之助、幸徳秋水などが体験調査を行い記録を残しているが、室内や寝具（まくらは丸太）は悪臭を放って不潔極まりなく、ノミやトコジラミなど寄生虫の跳梁する「見るにも聞くにもただただ驚き恐るるのほかなき別世界、黄泉にもかかる生き地獄のあるべきや」と表現される劣悪な施設であった。「やど」を逆にした「ドヤ」という言葉が出来たのも、この頃である。
木賃宿の中には、家族連れで継続的に宿泊するものには、1室を貸し切り、家族であれば何人宿泊してもよいというものもあった。1931年6月23日、警視庁は、木賃宿組合連合会の希望で木賃宿の名称を簡易旅館に改正決定した。1932年12月末時点で、全府県で営業する木賃宿は14451軒であった。東京地方では警視庁令で木賃宿営業地が限定され、1932年中に東京の木賃宿478軒に宿泊した者は、33万4138人（男30万1360人、女3万2778人）である。この形態の木賃宿は現代まで存続し、簡易宿所となった。